# IndyCar Series 2021
La NTT IndyCar Series 2021 è stata la 26ª stagione della IndyCar Series e la 100ª stagione ufficiale del Campionato americano auto da corsa.

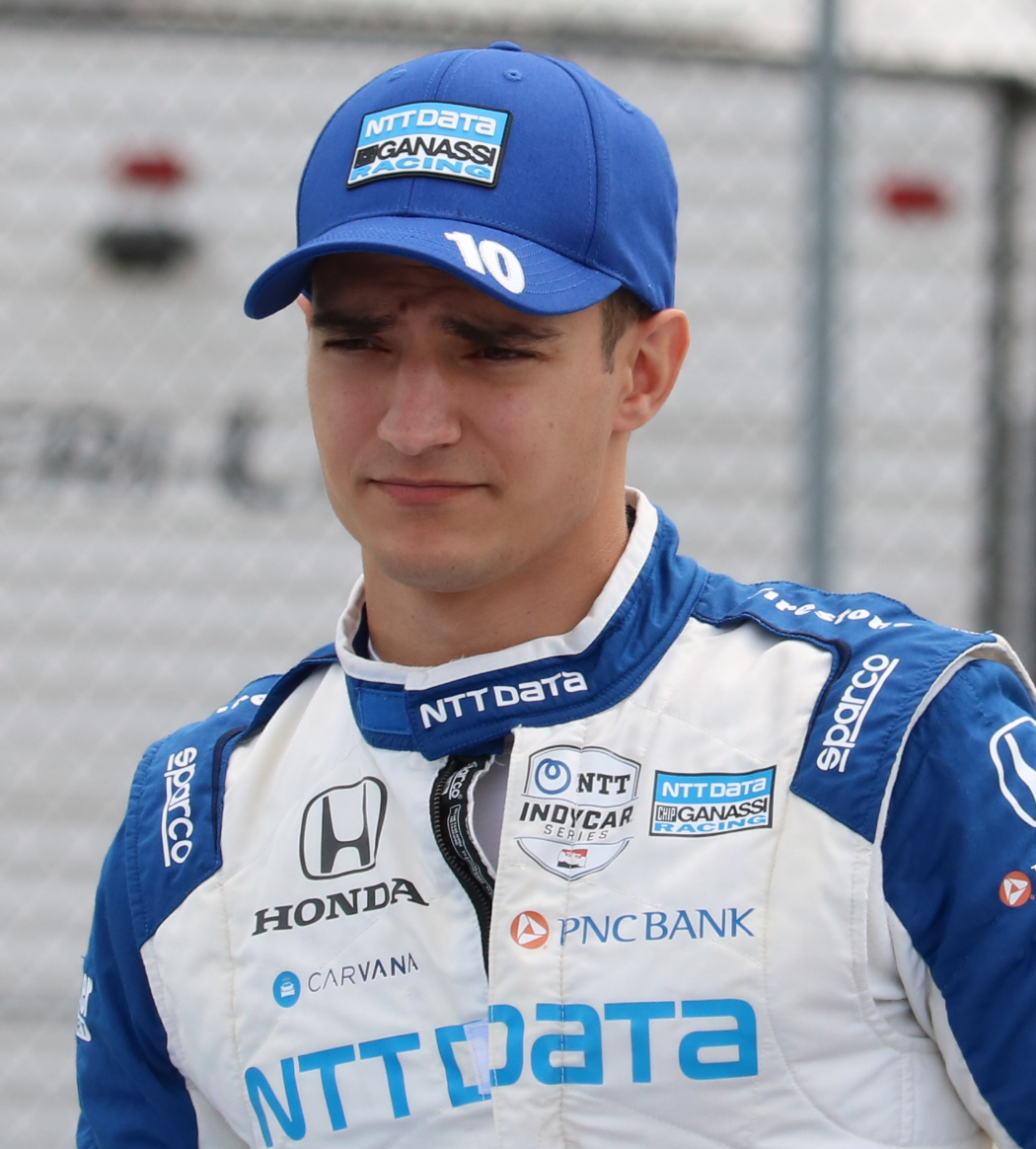
Álex Palou, che ha vinto il suo 1º titolo in carriera col team Chip Ganassi Racing.

## Piloti e team
Tutti i team utilizzano il telaio Dallara IR18 e pneumatici Firestone. Nella stagione correranno 20 piloti per tutte le gare. A questo si aggiungono 5 piloti che parteciperanno in sostituzione sulle gare ovali e alla Indy 500.
| Scuderia                                                    | Motore    | N. | Pilota/i              | Gara/e              |
| ----------------------------------------------------------- | --------- | -- | --------------------- | ------------------- |
| A. J. Foyt Enterprises                                      | Chevrolet | 1  | J. R. Hildebrand      | 6                   |
| A. J. Foyt Enterprises                                      | Chevrolet | 4  | Dalton Kellett        | Tutti               |
| A. J. Foyt Enterprises                                      | Chevrolet | 11 | Charlie Kimball       | 5-6, 16             |
| A. J. Foyt Enterprises                                      | Chevrolet | 14 | Sébastien Bourdais    | Tutti               |
| Andretti Autosport                                          | Honda     | 25 | Stefan Wilson R       | 6                   |
| Andretti Autosport                                          | Honda     | 26 | Colton Herta          | Tutti               |
| Andretti Autosport                                          | Honda     | 27 | Alexander Rossi       | Tutti               |
| Andretti Autosport                                          | Honda     | 28 | Ryan Hunter-Reay      | Tutti               |
| Andretti Steinbrenner Autosport                             | Honda     | 29 | James Hinchcliffe     | Tutti               |
| Andretti Herta Autosport w/ Marco Andretti & Curb-Agajanian | Honda     | 98 | Marco Andretti        | 6                   |
| Arrow McLaren SP                                            | Chevrolet | 5  | Patricio O'Ward       | Tutti               |
| Arrow McLaren SP                                            | Chevrolet | 7  | Felix Rosenqvist      | 1-7,10-17           |
| Arrow McLaren SP                                            | Chevrolet | 7  | Oliver Askew          | 8                   |
| Arrow McLaren SP                                            | Chevrolet | 7  | Kevin Magnussen R     | 9                   |
| Arrow McLaren SP                                            | Chevrolet | 86 | Juan Pablo Montoya    | 5-6                 |
| Carlin                                                      | Chevrolet | 59 | Max Chilton           | 1–2, 5–13, 15–17    |
| Carlin                                                      | Chevrolet | 59 | Conor Daly            | 3–4, 14             |
| Chip Ganassi Racing                                         | Honda     | 8  | Marcus Ericsson       | Tutti               |
| Chip Ganassi Racing                                         | Honda     | 9  | Scott Dixon           | Tutti               |
| Chip Ganassi Racing                                         | Honda     | 10 | Álex Palou            | Tutti               |
| Chip Ganassi Racing                                         | Honda     | 48 | Jimmie Johnson R      | 1–2, 5, 7–13, 15–17 |
| Chip Ganassi Racing                                         | Honda     | 48 | Tony Kanaan           | 3–4, 6, 14          |
| Dale Coyne Racing with Rick Ware Racing                     | Honda     | 51 | Romain Grosjean R     | 1–2, 5, 7–12, 14–16 |
| Dale Coyne Racing with Rick Ware Racing                     | Honda     | 51 | Pietro Fittipaldi     | 3-4,6,13            |
| Dale Coyne Racing with Rick Ware Racing                     | Honda     | 52 | Cody Ware R           | 9                   |
| Dale Coyne Racing with Rick Ware Racing                     | Honda     | 52 | Ryan Norman R         | 10                  |
| Dale Coyne Racing with Rick Ware Racing                     | Honda     | 52 | Romain Grosjean       | 13                  |
| Dale Coyne Racing with Vasser-Sullivan                      | Honda     | 18 | Ed Jones              | Tutti               |
| Dreyer & Reinbold Racing                                    | Chevrolet | 24 | Sage Karam            | 6                   |
| Ed Carpenter Racing                                         | Chevrolet | 20 | Ed Carpenter          | 3–4, 6, 14          |
| Ed Carpenter Racing                                         | Chevrolet | 20 | Conor Daly            | 1–2, 5, 7–13, 15–17 |
| Ed Carpenter Racing                                         | Chevrolet | 21 | Rinus VeeKay          | 1-8, 10-17          |
| Ed Carpenter Racing                                         | Chevrolet | 21 | Oliver Askew          | 9                   |
| Ed Carpenter Racing                                         | Chevrolet | 47 | Conor Daly            | 6                   |
| Meyer Shank Racing                                          | Honda     | 06 | Hélio Castroneves     | 6, 12-13, 15–17     |
| Meyer Shank Racing                                          | Honda     | 60 | Jack Harvey           | Tutti               |
| Paretta Autosport                                           | Chevrolet | 16 | Simona de Silvestro   | 6                   |
| Juncos Hollinger Racing                                     | Chevrolet | 77 | Callum Ilott R        | 14-                 |
| Rahal Letterman Lanigan Racing                              | Honda     | 15 | Graham Rahal          | Tutti               |
| Rahal Letterman Lanigan Racing                              | Honda     | 30 | Takuma Satō           | Tutti               |
| Rahal Letterman Lanigan Racing                              | Honda     | 45 | Santino Ferrucci      | 6-8, 10             |
| Rahal Letterman Lanigan Racing                              | Honda     | 45 | Christian Lundgaard R | 12                  |
| Rahal Letterman Lanigan Racing                              | Honda     | 45 | Oliver Askew          | 14-16               |
| Team Penske                                                 | Chevrolet | 2  | Josef Newgarden       | Tutti               |
| Team Penske                                                 | Chevrolet | 3  | Scott McLaughlin R    | Tutti               |
| Team Penske                                                 | Chevrolet | 12 | Will Power            | Tutti               |
| Team Penske                                                 | Chevrolet | 22 | Simon Pagenaud        | Tutti               |
| Top Gun Racing R                                            | Chevrolet | 75 | R. C. Enerson         | 6, 9-11, 13         |

     In competizione per il premio del miglior debuttante dell'anno (Rookie of the Year) 

## Calendario
| Rd. | Data         | Gara                                                  | Circuito                                  | Città            |
| --- | ------------ | ----------------------------------------------------- | ----------------------------------------- | ---------------- |
| 1   | 18 aprile    | Honda Indy Grand Prix of Alabama presented by AmFirst | S Barber Motorsports Park                 | Birmingham       |
| 2   | 25 aprile    | Firestone Grand Prix of St. Petersburg                | C Streets of Saint Petersburg             | Saint Petersburg |
| 3   | 1º maggio    | Genesys 300                                           | O Texas Motor Speedway                    | Fort Worth       |
| 4   | 2 maggio     | XPEL 375                                              | O Texas Motor Speedway                    | Fort Worth       |
| 5   | 15 maggio    | GMR Grand Prix                                        | S Indianapolis Motor Speedway Road Course | Speedway         |
| 6   | 30 maggio    | 105ª 500 Miglia di Indianapolis                       | O Indianapolis Motor Speedway             | Speedway         |
| 7   | 12 giugno    | Chevrolet Detroit Grand Prix                          | C Belle Isle Street Circuit               | Detroit          |
| 8   | 13 giugno    | Chevrolet Detroit Grand Prix                          | C Belle Isle Street Circuit               | Detroit          |
| 9   | 20 giugno    | REV Group Grand Prix at Road America                  | S Road America                            | Elkhart Lake     |
| 10  | 4 luglio     | Honda Indy 200 at Mid-Ohio                            | S Circuito di Mid-Ohio                    | Lexington        |
| 11  | 8 agosto     | Music City Grand Prix                                 | C Nashville Street Circuit                | Nashville        |
| 12  | 14 agosto    | Big Machine Spiked Coolers Grand Prix                 | S Indianapolis Motor Speedway Road Course | Speedway         |
| 13  | 21 agosto    | Bommarito Automotive Group 500                        | O World Wide Technology Raceway           | Madison          |
| 14  | 12 settembre | Grand Prix of Portland                                | S Portland International Raceway          | Portland         |
| 15  | 19 settembre | Firestone Grand Prix of Monterey                      | S WeatherTech Raceway Laguna Seca         | Monterey         |
| 16  | 26 settembre | Acura Grand Prix of Long Beach                        | C Streets of Long Beach                   | Long Beach       |

     Ovale corto/Superspeedway
     Circuito stradale
     Circuito cittadino

## Risultati della stagione

### Risultati delle gare
| Round | Gara             | Pole position   | Giro più veloce  | Più giri condotti | Vincitore         | Vincitore           | Vincitore | Resoconto |
| Round | Gara             | Pole position   | Giro più veloce  | Più giri condotti | Pilota            | Squadra             | Motore    | Resoconto |
| ----- | ---------------- | --------------- | ---------------- | ----------------- | ----------------- | ------------------- | --------- | --------- |
| 1     | Birmingham       | Patricio O'Ward | Patricio O'Ward  | Álex Palou        | Álex Palou        | Chip Ganassi Racing | Honda     | Resoconto |
| 2     | Saint Petersburg | Colton Herta    | Álex Palou       | Colton Herta      | Colton Herta      | Andretti Autosport  | Honda     | Resoconto |
| 3     | Texas            | Álex Palou      | Marcus Ericsson  | Scott Dixon       | Scott Dixon       | Chip Ganassi Racing | Honda     |           |
| 4     | Texas            | Scott Dixon     | Álex Palou       | Scott Dixon       | Patricio O'Ward   | Arrow McLaren SP    | Chevrolet |           |
| 5     | Indianapolis GP  | Romain Grosjean | Rinus VeeKay     | Romain Grosjean   | Rinus VeeKay      | Ed Carpenter Racing | Chevrolet |           |
| 6     | Indianapolis 500 | Scott Dixon     | Santino Ferrucci | Conor Daly        | Hélio Castroneves | Meyer Shank Racing  | Honda     |           |
| 7     | Detroit          | Patricio O'Ward | Josef Newgarden  | Will Power        | Marcus Ericsson   | Chip Ganassi Racing | Honda     |           |
| 8     | Detroit          | Josef Newgarden | Colton Herta     | Josef Newgarden   | Patricio O'Ward   | Arrow McLaren SP    | Chevrolet |           |
| 9     | Road America     | Josef Newgarden | Álex Palou       | Josef Newgarden   | Álex Palou        | Chip Ganassi Racing | Honda     | Resoconto |
| 10    | Mid-Ohio         | Josef Newgarden | Jack Harvey      | Josef Newgarden   | Josef Newgarden   | Team Penske         | Chevrolet |           |
| 11    | Nashville        | Colton Herta    | Colton Herta     | Colton Herta      | Marcus Ericsson   | Chip Ganassi Racing | Honda     | Resoconto |
| 12    | Speedway         | Patricio O'Ward | Will Power       | Will Power        | Will Power        | Team Penske         | Chevrolet |           |
| 13    | Madison          | Will Power      | Takuma Sato      | Josef Newgarden   | Josef Newgarden   | Team Penske         | Chevrolet |           |
| 14    | Portland         | Álex Palou      | Romain Grosjean  | Graham Rahal      | Álex Palou        | Chip Ganassi Racing | Honda     |           |
| 15    | Laguna Seca      | Colton Herta    | Josef Newgarden  | Colton Herta      | Colton Herta      | Andretti Autosport  | Honda     |           |
| 16    | Long Beach       | Josef Newgarden | Patricio O'Ward  | Colton Herta      | Colton Herta      | Andretti Autosport  | Honda     |           |

### Assegnazione punti
| Risultato | 1º | 2º | 3º | 4º | 5º | 6º | 7º | 8º | 9º | 10º | 11º | 12º | 13º | 14º | 15º | 16º | 17º | 18º | 19º | 20º | 21º | 22º | 23º | 24º | 25º+ | Pole | almeno 1 giro in testa | maggiori giri in testa |
| Punti     | 50 | 40 | 35 | 32 | 30 | 28 | 26 | 24 | 22 | 20  | 19  | 18  | 17  | 16  | 15  | 14  | 13  | 12  | 11  | 10  | 9   | 8   | 7   | 6   | 5    | 1    | 1                      | 2                      |

I punti sono assegnati a tutti i piloti in gara, il 1° prende 50 punti mentre 25° ne prende 5; ci sono delle eccezioni nel sistema di punteggio:
- Saranno assegnati punti doppi alla 500 Miglia di Indianapolis 2021.
- Una sostituzione del motore comporterà la perdita di 10 punti nella classifica piloti e nella classifica costruttori.
- Per le qualifiche della 500 Miglia di Indianapolis verranno assegnati punti per la classifica costruttori e per la classifica piloti in base ai risultati delle qualifiche finali come segue: Il costruttore e il pilota più veloce in qualifica (pole sitter) riceverà 9 punti, il secondo più veloce riceverà 8 punti e i punti assegnati diminuiranno di un punto fino al nono più veloce (1 punto).

### Classifica piloti
| Pos | Pilota                | ALA | STP | TXS | TXS  | IGP | INDY | DET  | DET | ROA  | MDO | NSH  | IND | GAT | POR  | LAG | LBH | Pti |
| --- | --------------------- | --- | --- | --- | ---- | --- | ---- | ---- | --- | ---- | --- | ---- | --- | --- | ---- | --- | --- | --- |
| 1   | Álex Palou            | 1L* | 17L | 4cL | 7L   | 3L  | 26L  | 15   | 3   | 1L   | 3   | 7    | 27  | 20  | 1L   | 2   | 4   | 549 |
| 2   | Josef Newgarden       | 23  | 2   | 6   | 2L   | 4   | 12   | 10   | 2L* | 21L* | 1L* | 10   | 8L  | 1L* | 5    | 7   | 2L  | 511 |
| 3   | Patricio O'Ward       | 4L  | 19  | 3   | 1L   | 15  | 4L   | 3L   | 1L  | 9    | 8   | 13   | 5L  | 2L  | 14L  | 5   | 27  | 487 |
| 4   | Scott Dixon           | 3   | 5   | 1L* | 4cL* | 9L  | 171L | 8L   | 7   | 4L   | 4   | 2    | 17  | 19  | 3L   | 13  | 3L  | 481 |
| 5   | Colton Herta          | 22  | 1L* | 22  | 5    | 13  | 162L | 14   | 4   | 2    | 13L | 19L* | 3L  | 18L | 8    | 1L* | 1L* | 455 |
| 6   | Marcus Ericsson       | 8   | 7   | 19  | 12   | 10  | 119  | 1L   | 9   | 6    | 2L  | 1L   | 9   | 9   | 7L   | 6   | 28  | 435 |
| 7   | Graham Rahal          | 7   | 15  | 5   | 3L   | 5   | 32L  | 5L   | 5   | 11   | 6   | 5    | 7   | 23  | 10L* | 4   | 16L | 389 |
| 8   | Simon Pagenaud        | 12  | 3L  | 10  | 6    | 6   | 3L   | 12   | 8   | 18   | 14  | 21   | 16L | 8L  | 21   | 8   | 5   | 383 |
| 9   | Will Power            | 2L  | 8   | 14  | 13L  | 11  | 30   | 20L* | 6   | 3    | 25  | 14   | 1L* | 3L  | 13   | 26  | 10  | 357 |
| 10  | Alexander Rossi       | 9   | 21  | 8   | 20   | 7   | 29   | 7L   | 13  | 7    | 5   | 17   | 4   | 17  | 2    | 25  | 6   | 332 |
| 11  | Takuma Sato           | 13  | 6   | 9   | 14L  | 16  | 14L  | 4    | 12  | 8L   | 10  | 25   | 10  | 6   | 12   | 27  | 9   | 324 |
| 12  | Rinus VeeKay          | 6L  | 9   | 20  | 9L   | 1L  | 83L  | 2    | 18  |      | 16  | 24   | 24  | 21  | 17   | 18  | 25  | 308 |
| 13  | Jack Harvey           | 11  | 4   | 7   | 17   | 23  | 18   | 16   | 19  | 17   | 19  | 15   | 6   | 10  | 4L   | 15  | 7L  | 308 |
| 14  | Scott McLaughlin RY   | 14  | 11  | 2   | 8    | 8   | 20   | 19   | 20  | 14   | 12  | 22   | 23  | 4   | 9L   | 12  | 11  | 305 |
| 15  | Romain Grosjean R     | 10  | 13  |     |      | 2L* |      | 23L  | 24  | 5    | 7   | 16L  | 2   | 14  | 22   | 3L  | 24  | 272 |
| 16  | Sébastien Bourdais    | 5L  | 10  | 24  | 19   | 19  | 26   | 11   | 16  | 16   | 11  | 27   | 15  | 5L  | 18   | 14  | 8   | 258 |
| 17  | Ryan Hunter-Reay      | 24  | 14  | 16  | 10   | 12L | 227  | 21   | 11  | 13   | 24  | 4    | 18  | 7   | 15   | 11  | 23  | 256 |
| 18  | Conor Daly            | 16  | 16  | 21  | 24   | 25  | 13L* | 13   | 15  | 20   | 15  | 12   | 11  | 11  | 16   | 16  | 21  | 235 |
| 19  | Ed Jones              | 15  | 20  | 12  | 22   | 14  | 28   | 9L   | 17  | 23   | 26  | 6    | 14  | 24  | 11L  | 10  | 12  | 233 |
| 20  | James Hinchcliffe     | 17  | 18  | 23  | 18   | 18  | 21   | 17   | 14  | 15   | 17  | 3    | 22  | 15  | 27   | 20  | 14  | 220 |
| 21  | Felix Rosenqvist      | 21  | 12  | 13  | 16   | 17  | 27L  | 25   |     |      | 23  | 8    | 13  | 16  | 6    | 19  | 13  | 205 |
| 22  | Hélio Castroneves     |     |     |     |      |     | 18L  |      |     |      |     | 9    | 21  |     | 23   | 24  | 20L | 158 |
| 23  | Dalton Kellett        | 18  | 23  | 18  | 23   | 20  | 23   | 18   | 23  | 25   | 21  | 23   | 26  | 12  | 26   | 23  | 19  | 148 |
| 24  | Santino Ferrucci      |     |     |     |      |     | 6L   | 6    | 10  |      | 9   | 11   |     |     |      |     |     | 146 |
| 25  | Max Chilton           | 20  | 24  |     |      |     | 24   | 22   | 22  | 10L  | 18  | 18   | 20  |     | 19   | 21  | 15  | 134 |
| 26  | Jimmie Johnson R      | 19  | 22  |     |      | 24  |      | 24   | 21  | 22   | 22  | 26   | 19  |     | 20   | 17  | 17  | 108 |
| 27  | Ed Carpenter          |     |     | 17  | 11L  |     | 54   |      |     |      |     |      |     | 22  |      |     |     | 107 |
| 28  | Tony Kanaan           |     |     | 11  | 15   |     | 105  |      |     |      |     |      |     | 13  |      |     |     | 96  |
| 29  | Oliver Askew          |     |     |     |      |     |      |      | 25  | 12L  |     |      |     |     | 24   | 9   | 22L | 61  |
| 30  | Sage Karam            |     |     |     |      |     | 7L   |      |     |      |     |      |     |     |      |     |     | 53  |
| 31  | Juan Pablo Montoya    |     |     |     |      | 21  | 9    |      |     |      |     |      |     |     |      |     |     | 53  |
| 32  | Pietro Fittipaldi     |     |     | 15  | 21   |     | 25   |      |     |      |     |      |     |     |      |     |     | 34  |
| 33  | J. R. Hildebrand      |     |     |     |      |     | 15   |      |     |      |     |      |     |     |      |     |     | 30  |
| 34  | Cody Ware R           |     |     |     |      |     |      |      |     | 19   |     | 20   | 25  |     |      |     |     | 26  |
| 35  | Marco Andretti        |     |     |     |      |     | 19   |      |     |      |     |      |     |     |      |     |     | 22  |
| 36  | Charlie Kimball       |     |     |     |      | 22  | DNQ  |      |     |      |     |      |     |     |      |     | 18  | 20  |
| 37  | Christian Lundgaard R |     |     |     |      |     |      |      |     |      |     |      | 12L |     |      |     |     | 19  |
| 38  | Callum Ilott R        |     |     |     |      |     |      |      |     |      |     |      |     |     | 25   | 22  | 26  | 18  |
| 39  | Ryan Norman R         |     |     |     |      |     |      |      |     |      | 20  |      |     |     |      |     |     | 10  |
| 40  | Simona de Silvestro   |     |     |     |      |     | 31   |      |     |      |     |      |     |     |      |     |     | 10  |
| 41  | Stefan Wilson R       |     |     |     |      |     | 33   |      |     |      |     |      |     |     |      |     |     | 10  |
| 42  | Kevin Magnussen R     |     |     |     |      |     |      |      |     | 24L  |     |      |     |     |      |     |     | 7   |
| 43  | R. C. Enerson R       |     |     |     |      |     | DNQ  |      |     |      |     |      | 28  |     |      |     |     | 5   |
| Pos | Pilota                | ALA | STP | TXS | TXS  | IGP | INDY | DET  | DET | ROA  | MDO | NSH  | IND | GAT | POR  | LAG | LBH | Pti |

| Colore  | Risultato                 |
| ------- | ------------------------- |
| Oro     | Vincitore                 |
| Argento | 2º posto                  |
| Bronzo  | 3º posto                  |
| Verde   | 4º e 5º posto             |
| Celeste | 6º-10º posto              |
| Blu     | Finita fuori dalla top 10 |
| Viola   | Non finita                |
| Rosso   | Non qualificato (DNQ)     |
| Marrone | Ritirato (Wth)            |
| Nero    | Squalificato (DSQ)        |
| Bianco  | Non partito (DNS)         |
| Bianco  | Gara cancellata (C)       |
| Vuoto   | Non partecipa             |

| Legenda   |                                            |
| Grassetto | Pole position (1 punto; tranne Indy)       |
| Corsivo   | Giro più veloce                            |
| L         | Almeno un giro in testa (1 punto)          |
| *         | Più giri in testa (2 punti)                |
| 1–9       | Indy 500 "Fast Nine" (punti bonus)         |
| c         | Qualifiche cancellate (nessun punto bonus) |
| RY        | Rookie of the Year                         |
| R         | Rookie                                     |

- Viene assegnato un punto a ogni pilota che comanda almeno un giro. Due punti addizionali vengono assegnati al pilota che ha il maggior numero di giri in prima posizione.
- In tutte le gare, eccetto la 500 Miglia di Indianapolis, il pilota che si qualifica in pole position guadagna un punto.
- Nelle gare con più corse, viene assegnato un punto per la pole position di entrambe le gare.
- Il cambio del motore prima che questo abbia percorso la distanza richiesta comporta la perdita di 10 punti. Nota: la distanza viene calcolata sulla distanza totale percorsa dall'automobile con quel motore, indipendentemente dal pilota al volante.
- I pareggi vengono risolti in base alle vittorie, secondi posti, terzi posti, ecc. infine per il numero di pole position e posizioni in classifica.

### Classifica costruttori motori
| Pos. | Costruttore | ALA | STP  | TXS | TXS | IGP | INDY  | DET | DET  | ROA | MDO  | NSH  | IND  | GAT | POR | LAG  | LBH | Bonus | Pti  |
| ---- | ----------- | --- | ---- | --- | --- | --- | ----- | --- | ---- | --- | ---- | ---- | ---- | --- | --- | ---- | --- | ----- | ---- |
| 1    | Honda       | 1   | 1    | 1   | 3   | 2   | 1     | 1   | 3    | 1   | 2    | 1    | 2    | 5   | 1   | 1    | 1   | 78    | 1401 |
| 1    | Honda       | 3   | 4    | 4   | 4   | 3   | 6     | 4   | 4    | 2   | 3    | 2    | 3    | 6   | 2   | 2    | 2   | 78    | 1401 |
| 1    | Honda       | 90W | 88PW | 87W | 67  | 76P | 159PP | 87W | 67   | 95W | 75   | 96PW | 75   | 58  | 90  | 96PW | 95W | 78    | 1401 |
| 2    | Chevrolet   | 2   | 2    | 2   | 1   | 1   | 2     | 2   | 1    | 3   | 1    | 7    | 1    | 1   | 4   | 4    | 3   | 40    | 1238 |
| 2    | Chevrolet   | 4   | 3    | 3   | 2   | 4   | 3     | 3   | 2    | 9   | 8    | 8    | 5    | 2   | 7   | 6    | 6   | 40    | 1238 |
| 2    | Chevrolet   | 73P | 75   | 75  | 95W | 87W | 115   | 76P | 96PW | 58P | 80PW | 50   | 86PW | 91P | 58  | 60   | 63  | 40    | 1238 |

- Tutti i punti del produttore (inclusi punti di qualificazione, punti di arrivo della gara e punti bonus per la vittoria della gara) potevano essere guadagnati solo da partecipanti per l'intera stagione, e a condizione che stessero utilizzando un motore dalla loro assegnazione iniziale, o avessero percorso tutti i chilometri utilizzati in precedenza motori.
- Le auto non idonee sono state rimosse dall'ordine di arrivo utilizzato per i punti di arrivo della gara e non hanno potuto segnare la pole o vincere punti bonus. I primi due classificati di ogni produttore in ogni gara hanno ottenuto punti per il rispettivo produttore. Il produttore che ha vinto ogni gara ha ricevuto cinque punti aggiuntivi.
- In tutte le gare tranne la Indy 500, il costruttore che si è qualificato in pole ha guadagnato un punto. Alla Indy 500, il più veloce nelle qualificazioni del sabato ha guadagnato un punto, mentre il vincitore della pole position di domenica ha guadagnato due punti.